# Cotecchio
Il cotecchio è un gioco di carte che si esegue con carte da briscola. Si gioca a Trieste; in Emilia, nelle province di Modena, Reggio Emilia, Bologna; in Lombardia nelle province di Bergamo, Brescia, Cremona, Mantova e Milano; chiamandolo a seconda della zona con altri nomi ed usando regole diverse.

## Regole piacentine e modenesi
Si gioca in quattro giocatori. Le regole sono simili a quelle del tressette, con la differenza che il giocatore perdente è quello che realizza più punti arrivando a totalizzarne 35 punti. Chiaramente i vincitori sono quelli che realizzano il minor punteggio, ma che in ogni caso devono effettuare almeno una presa, per non essere loro i perdenti. Bisogna rispondere sempre allo stesso segno giocato, a meno che un giocatore sia senza lo stesso segno e quindi rifiuta. Si tratta di un gioco individuale, e ognuno e libero di giocare come meglio crede, a volte si possono creare tacite alleanze tra due giocatori per non permettere agli altri due giocatori di effettuare alcuna presa; in questo caso, il punteggio vale doppio. Si può verificare il raro caso di un giocatore che riesce a non permettere nessuna presa agli avversari; in questo caso, il punteggio viene triplicato per i perdenti.

## Regole bergamasche
Il "Cotècc" si gioca in 5 giocatori, distribuendo 7 carte a testa. Le restanti carte rimangono fuori dal gioco. Lo scopo del gioco è quello di non prendere, ma si ha l'obbligo di rispondere al segno giocato, pena l'assegnazione di una "bóla" (un punto). Raggiunte le 4 "bóle" il giocatore è eliminato, con la possibilità di rientro ad un punteggio più alto dei partecipanti con il raddoppio della posta i palio, gli altri procedono sino al testa a testa. A partire dalle mani con 4 giocatori, tra le carte restanti se ne mettono in mostra 2, dette spie. La carta più alta è l'asse di ogni seme, poi a scalare dal 10 sino al 2. Un asse vale 6 punti, un 10 vale 5 punti, un 9 vale 4 punti ed un 8 vale 3 punti. L'ultima mano assegna ulteriori 6 punti. A chi totalizza il punteggio più alto viene assegnato una "bóla". In caso di pari punteggio si assegneranno 2 "bóle". Nel caso un giocatore prenda tutte le carte fa un "capòt" (cappotto) e decrementa di un punto (a meno che non sia a zero), mentre tutti gli altri aumentano di un punto. Per evitare di far fare "capòt" ad un avversario, si deve effettuare almeno una presa, anche di carte che non attribuiscono punti. Se i due finalisti con le 4 bòle a testa pareggiano si rientra in gioco tutti i partecipanti e si gioca ad eliminazione, all'assegnazione di una bòla.
Nella bergamasca c'è anche un detto legato a questo gioco: "Ciapà e turnà, a l'è ü zöch de cotecià", ovvero "Prendere (una mano) e rispondere (con lo stesso seme) è una tecnica del Cotècc".

## Regole triestine
Il "Cotecio" o "Cortecio" ha regole molto simili al gioco bergamasco. Ogni giocatore riceve 5 carte, possono giocare fino ad un massimo di 7 giocatori, anche se il numero standard è di quattro o cinque. Avendone, bisogna scartare le carte dello stesso seme di quella del primo di mano. Se non fa cappotto (tutte e 5 le prese per un solo giocatore), perde chi fa più punti: l’asso e l'ultima presa valgono 6, il re 5, il cavallo 4, il fante 3. Si gioca con solo 5 carte a testa rendendo questo fatto il cappotto più frequente, ed il numero dei giocatori varia da 2 a 8. Le carte delle prese restano sempre scoperte. I giocatori partono da un ammontare comune di punti (3 o più spesso 4, che vanno scalando di uno ad ogni sconfitta). In caso di vittorie di chi ha il punteggio iniziale, questi non va a 5 ma a ovo, a dopio ovo ecc. che vengono segnati in tabella con uno zero, due zeri ecc. Il cappotto comporta per il giocatore aumentare un punto e di un punto far decrescere tutti gli altri. Se il giocatore che sta per fare cappotto però, non ci riesce perché perde l'ultima mano, è il vincitore dell'ultima mano, quel che ga fermà capoto, a guadagnare un punto, mentre lo sconfitto ne perde uno. Esiste per il giocatore che ha preso le prime quattro mani la possibilità di "trattare" (andar a trato) ossia annullare la giocata prima di giocare la quinta carta. Se il giocatore che ha trattato era primo di mano ha diritto di esserlo nuovamente. Il giocatore che arriva a zero punti può rientrare una sola volta nel gioco, ricevendo in regalo lo stesso punteggio del giocatore (o dei giocatori) che al momento è ultimo. Questo evento viene chiamato "indottorarsi" (indotorarse o andar (a) dotor). Di solito, se si gioca per denaro, è concesso di indottorarsi un numero indefinito di volte, a un prezzo (in caso di perdita definitiva) sempre più alto. Se i giocatori sono ridotti a due per l’uscita di tutti gli altri, il perdente che abbia un punto solo non può indottorarsi più, come non può più farlo se risulta perdente per cappotto insieme a tutti gli altri che siano come lui ridotti a un solo punto.
Le prese vanno messe a carte scoperte davanti ad ogni giocatore, in modo da dare la possibilità agli altri di valutare le carte già uscite.